# Elsteraue
Elsteraue est une commune allemande de l’arrondissement du Burgenland, en Saxe-Anhalt.

## Démographie
En 2017 sa population était de 8 269 habitants.